# 会員制
| ウィキペディアには「会員制」という見出しの百科事典記事はありません（タイトルに「会員制」を含むページの一覧/「会員制」で始まるページの一覧）。 代わりにウィクショナリーのページ「会員」が役に立つかもしれません。 |